# Valspar Championship
De Valspar Championship is een golftoernooi in de Verenigde Staten en maakt deel uit van de Amerikaanse PGA Tour. Het toernooi werd in 2000 opgericht als de Tampa Bay Classic. Sinds 2000 vindt het toernooi telkens plaats op de "Copperhead"-golfbaan van de Innisbrook Golf Resort in Palm Harbor, Florida.

## Geschiedenis
In 2000 werd het toernooi opgericht als de Tampa Bay Classic en werd oorspronkelijk een alternatief toernooi van de Presidents Cup, dat toen in dezelfde week werd gespeeld. In 2001 werd het toernooi geannuleerd vanwege de aanslagen op 11 september en was toen ook een alternatief toernooi van de WGC - CA Kampioenschap, dat ook geannuleerd werd.
Van 2003 tot en met 2006 vond het toernooi telkens een week eerder van de Tour Championship en het autobedrijf Chrysler was toen de titelsponsor. Vanaf 2007 vindt het toernooi telkens plaats in de maand maart en had in de volgende jaren verschillende sponsors: PODS (2007-2008), Transitions (2009-2012) en EverBank (2013). In september 2013 heeft het verfbedrijf, Valspar, een vierjarig contract ondertekend en het toernooi werd vernoemd tot de Valspar Championship.

## Winnaars
| Jaar                     | Winnaar                                      | Score                                        | Score                                        | Info                                                        |
| Tampa Bay Classic        | Tampa Bay Classic                            | Tampa Bay Classic                            | Tampa Bay Classic                            | Tampa Bay Classic                                           |
| ------------------------ | -------------------------------------------- | -------------------------------------------- | -------------------------------------------- | ----------------------------------------------------------- |
| 2000                     | John Huston                                  | 271                                          | –13                                          |                                                             |
| 2001                     | Geannuleerd wegens aanslagen op 11 september | Geannuleerd wegens aanslagen op 11 september | Geannuleerd wegens aanslagen op 11 september | Geannuleerd wegens aanslagen op 11 september                |
| 2002                     | K. J. Choi                                   | 267                                          | –17                                          |                                                             |
| Chrysler Championship    |                                              |                                              |                                              |                                                             |
| 2003                     | Retief Goosen                                | 272                                          | –12                                          |                                                             |
| 2004                     | Vijay Singh                                  | 266                                          | –18                                          |                                                             |
| 2005                     | Carl Pettersson                              | 275                                          | –9                                           |                                                             |
| 2006                     | K. J. Choi                                   | 271                                          | –13                                          |                                                             |
| PODS Championship        |                                              |                                              |                                              |                                                             |
| 2007                     | Mark Calcavecchia                            | 274                                          | –10                                          |                                                             |
| 2008                     | Sean O'Hair                                  | 280                                          | –4                                           |                                                             |
| Transitions Championship |                                              |                                              |                                              |                                                             |
| 2009                     | Retief Goosen                                | 276                                          | –8                                           |                                                             |
| 2010                     | Jim Furyk                                    | 271                                          | –13                                          |                                                             |
| 2011                     | Gary Woodland                                | 269                                          | –15                                          |                                                             |
| 2012                     | Luke Donald po                               | 271                                          | –13                                          | Won play-off van Sang-Moon Bae, Jim Furyk & Robert Garrigus |
| Tampa Bay Championship   |                                              |                                              |                                              |                                                             |
| 2013                     | Kevin Streelman                              | 274                                          | –10                                          |                                                             |
| Valspar Championship     |                                              |                                              |                                              |                                                             |
| 2014                     | John Senden                                  | 277                                          | –7                                           |                                                             |
| 2015                     | Jordan Spieth po                             | 274                                          | –10                                          | Won de play-off van Patrick Reed en Sean O'Hair             |
| 2016                     | Charl Schwartzelpo                           | 277                                          | -7                                           | Won de play-off van Bill Haas                               |
| 2017                     | Adam Hadwin                                  | 270                                          | -14                                          |                                                             |
| 2018                     | Paul Casey                                   | 274                                          | -10                                          |                                                             |

| Toernooirecord |  | po = winnaar na play-off |

## Trivia
- Tot op heden wonnen Retief Goosen (2003 & 2009) en K. J. Choi (2002 & 2006) dit toernooi twee keer.[1]